# Tour de Catalogne 2007
Le Tour de Catalogne 2007 a eu lieu du 21 au 27 mai 2007. Il était inscrit au calendrier de l'UCI ProTour 2007 et s'est déroulé sur sept étapes, qui traversaient la Catalogne. La course est remportée par le Russe Vladimir Karpets.

## Parcours et résultats
| Étape     | Date   | Villes étapes                        | Distance (km) | Vainqueur d'étape | Leader du classement général |
| 1re étape | 21 mai | Salou                                | 15 (clm/é)    | Caisse d'Épargne  | Vladimir Karpets             |
| 2e étape  | 22 mai | Salou - Perafort                     | 170           | Mark Cavendish    | Imanol Erviti                |
| 3e étape  | 23 mai | Perafort - Tàrrega                   | 183           | Allan Davis       | Imanol Erviti                |
| 4e étape  | 24 mai | Tàrrega - Vallnord-Arinsal (Andorre) | 204           | Óscar Sevilla     | Óscar Sevilla                |
| 5e étape  | 25 mai | Sornàs - Vallnord-Arcalís (Andorre)  | 17 (clm)      | Denis Menchov     | Vladimir Karpets             |
| 6e étape  | 26 mai | Llívia - Lloret de Mar               | 177           | Mark Cavendish    | Vladimir Karpets             |
| 7e étape  | 27 mai | Lloret de Mar - Barcelone            | 120           | Samuel Sánchez    | Vladimir Karpets             |

## Classement général final
| #  | Coureur           | Équipe            | Temps            | Points UCI |
| 1  | Vladimir Karpets  | Caisse d'Épargne  | 22 h 21 min 05 s | 50         |
| 2  | Denis Menchov     | Rabobank          | + 40 s           | 40         |
| 3  | Michael Rogers    | T-Mobile          | m.t.             | 35         |
| 4  | Christophe Moreau | AG2R Prévoyance   | + 1 min 34 s     | 30         |
| 5  | Óscar Sevilla     | Relax-GAM         | m.t.             | -          |
| 6  | Francisco Mancebo | Relax-GAM         | + 1 min 59 s     | -          |
| 7  | John Gadret       | AG2R Prévoyance   | + 2 min 19 s     | 15         |
| 8  | Marcos Serrano    | Karpin-Galicia    | m.t.             | -          |
| 9  | Laurens ten Dam   | Unibet.com        | + 2 min 44 s     | 5          |
| 10 | Janez Brajkovič   | Discovery Channel | + 2 min 47 s     | 2          |

## Résultats des étapes

### 1reétape
La première étape s'est déroulée le 21 mai.
| #   | Équipe                         | Pays      |    | Temps       |
| --- | ------------------------------ | --------- | -- | ----------- |
| 1.  | Caisse d'Épargne-Illes Balears | Espagne   | en | 16 min 54 s |
| 2.  | CSC                            | Danemark  | +  | 16 s        |
| 3.  | Astana                         | Suisse    |    | 17 s        |
| 4.  | Cofidis                        | France    |    | 23 s        |
| 5.  | Liquigas                       | Italie    |    | 26 s        |
| 6.  | Milram                         | Italie    |    | 29 s        |
| 7.  | Crédit agricole                | France    |    | 30 s        |
| 8.  | Gerolsteiner                   | Allemagne |    | 31 s        |
| 9.  | Unibet.com                     | Suède     |    | 32 s        |
| 10. | Bouygues Telecom               | France    |    | 34 s        |

| #   | Coureur               | Pays       |   | Temps       |
| --- | --------------------- | ---------- | - | ----------- |
| 1.  | Vladimir Karpets      | Russie     |   | 16 min 54 s |
| 2.  | Óscar Pereiro         | Espagne    | + | m.t.        |
| 3.  | José Iván Gutiérrez   | Espagne    |   | m.t.        |
| 4.  | Florent Brard         | France     |   | m.t.        |
| 5.  | Nicolas Portal        | France     |   | m.t.        |
| 6.  | Imanol Erviti         | Espagne    |   | m.t.        |
| 7.  | Christian Vande Velde | États-Unis |   | 16 s        |
| 8.  | Stuart O'Grady        | Australie  |   | m.t.        |
| 9.  | Nicki Sørensen        | Danemark   |   | m.t.        |
| 10. | Íñigo Cuesta          | Espagne    |   | m.t.        |

### 2eétape
La deuxième étape s'est déroulée le 22 mai.
| #   | Coureur        | Pays        |    | Temps           |
| --- | -------------- | ----------- | -- | --------------- |
| 1.  | Mark Cavendish | Royaume-Uni | en | 4 h 01 min 47 s |
| 2.  | Aaron Kemps    | Australie   | +  | m.t.            |
| 3.  | Leonardo Duque | Colombie    |    | m.t.            |
| 4.  | Baden Cooke    | Australie   |    | m.t.            |
| 5.  | Samuel Sánchez | Espagne     |    | m.t.            |
| 6.  | Daniel Moreno  | Espagne     |    | m.t.            |
| 7.  | Bernhard Eisel | Autriche    |    | m.t.            |
| 8.  | William Bonnet | France      |    | m.t.            |
| 9.  | Allan Davis    | Australie   |    | m.t.            |
| 10. | Mikel Artetxe  | Espagne     |    | m.t.            |

| #   | Coureur               | Pays       |   | Temps           |
| --- | --------------------- | ---------- | - | --------------- |
| 1.  | Imanol Erviti         | Espagne    |   | 4 h 18 min 40 s |
| 2.  | José Iván Gutiérrez   | Espagne    | + | 1 s             |
| 3.  | Vladimir Karpets      | Russie     |   | m.t.            |
| 4.  | Nicolas Portal        | France     |   | m.t.            |
| 5.  | Óscar Pereiro         | Espagne    |   | m.t.            |
| 6.  | Florent Brard         | France     |   | m.t.            |
| 7.  | Nicki Sørensen        | Danemark   |   | 17 s            |
| 8.  | Stuart O'Grady        | Australie  |   | m.t.            |
| 9.  | Christian Vande Velde | États-Unis |   | m.t.            |
| 10. | Íñigo Cuesta          | Espagne    |   | m.t.            |

### 3eétape
La troisième étape s'est déroulée le 23 mai.
| #   | Coureur            | Pays      |    | Temps           |
| --- | ------------------ | --------- | -- | --------------- |
| 1.  | Allan Davis        | Australie | en | 4 h 29 min 26 s |
| 2.  | Baden Cooke        | Australie | +  | m.t.            |
| 3.  | Daniele Bennati    | Italie    |    | m.t.            |
| 4.  | Bernhard Eisel     | Autriche  |    | m.t.            |
| 5.  | Carlo Scognamiglio | Italie    |    | m.t.            |
| 6.  | Aaron Kemps        | Australie |    | m.t.            |
| 7.  | William Bonnet     | France    |    | m.t.            |
| 8.  | Stuart O'Grady     | Australie |    | m.t.            |
| 9.  | Volodymyr Dyudya   | Ukraine   |    | m.t.            |
| 10. | Samuel Dumoulin    | France    |    | m.t.            |

| #   | Coureur               | Pays       |   | Temps           |
| --- | --------------------- | ---------- | - | --------------- |
| 1.  | Imanol Erviti         | Espagne    |   | 8 h 48 min 06 s |
| 2.  | José Iván Gutiérrez   | Espagne    | + | 1 s             |
| 3.  | Vladimir Karpets      | Russie     |   | m.t.            |
| 4.  | Nicolas Portal        | France     |   | m.t.            |
| 5.  | Óscar Pereiro         | Espagne    |   | m.t.            |
| 6.  | Florent Brard         | France     |   | m.t.            |
| 7.  | Aaron Kemps           | Australie  |   | 12 s            |
| 8.  | Stuart O'Grady        | Australie  |   | 17 s            |
| 9.  | Nicki Sørensen        | Danemark   |   | m.t.            |
| 10. | Christian Vande Velde | États-Unis |   | m.t.            |

### 4eétape
La quatrième étape s'est déroulée le 24 mai.
| #   | Coureur           | Pays      |    | Temps      |
| --- | ----------------- | --------- | -- | ---------- |
| 1.  | Óscar Sevilla     | Espagne   | en | h min s    |
| 2.  | Michael Rogers    | Australie | +  | 33 s       |
| 3.  | Christophe Moreau | France    |    | 34 s       |
| 4.  | Denis Menchov     | Russie    |    | 36 s       |
| 5.  | Laurens ten Dam   | Pays-Bas  |    | 42 s       |
| 6.  | Francisco Mancebo | Espagne   |    | 44 s       |
| 7.  | Johann Tschopp    | Suisse    |    | m.t.       |
| 8.  | John Gadret       | France    |    | 59 s       |
| 9.  | Vladimir Karpets  | Russie    |    | 1 min 03 s |
| 10. | Marcos Serrano    | Espagne   |    | 1 min 31 s |

| #   | Coureur           | Pays      |   | Temps            |
| --- | ----------------- | --------- | - | ---------------- |
| 1.  | Óscar Sevilla     | Espagne   |   | 14 h 55 min 22 s |
| 2.  | Vladimir Karpets  | Russie    | + | 31 s             |
| 3.  | Michael Rogers    | Australie |   | 35 s             |
| 4.  | Laurens ten Dam   | Pays-Bas  |   | 42 s             |
| 5.  | Johann Tschopp    | Suisse    |   | 46 s             |
| 6.  | Christophe Moreau | France    |   | 49 s             |
| 7.  | Denis Menchov     | Russie    |   | 51 s             |
| 8.  | Francisco Mancebo | Espagne   |   | 53 s             |
| 9.  | John Gadret       | France    |   | 1 min 18 s       |
| 10. | Marcos Serrano    | Espagne   |   | 1 min 35 s       |

### 5eétape
La cinquième étape s'est déroulée le 25 mai.
| #   | Coureur              | Pays       |    | Temps       |
| --- | -------------------- | ---------- | -- | ----------- |
| 1.  | Denis Menchov        | Russie     | en | 38 min 58 s |
| 2.  | Vladimir Karpets     | Russie     | +  | 4 s         |
| 3.  | Rémy Di Grégorio     | France     |    | 24 s        |
| 4.  | Alexandre Vinokourov | Kazakhstan |    | 28 s        |
| 5.  | Michael Rogers       | Australie  |    | 40 s        |
| 6.  | Thomas Lövkvist      | Suède      |    | 41 s        |
| 7.  | Dimitri Champion     | France     |    | 54 s        |
| 8.  | Juan José Cobo       | Espagne    |    | 1 min 11 s  |
| 9.  | Pieter Weening       | Pays-Bas   |    | 1 min 16 s  |
| 10. | Kim Kirchen          | Luxembourg |    | 1 min 19 s  |

| #   | Coureur           | Pays      |   | Temps            |
| --- | ----------------- | --------- | - | ---------------- |
| 1.  | Vladimir Karpets  | Russie    |   | 15 h 34 min 55 s |
| 2.  | Denis Menchov     | Russie    | + | 16 s             |
| 3.  | Michael Rogers    | Australie |   | 40 s             |
| 4.  | Óscar Sevilla     | Espagne   |   | 1 min 06 s       |
| 5.  | Christophe Moreau | France    |   | 1 min 34 s       |
| 6.  | Francisco Mancebo | Espagne   |   | 1 min 49 s       |
| 7.  | John Gadret       | France    |   | 2 min 19 s       |
| 8.  | Janez Brajkovič   | Slovénie  |   | 2 min 28 s       |
| 9.  | Marcos Serrano    | Espagne   |   | 2 min 29 s       |
| 10. | Laurens ten Dam   | Pays-Bas  |   | 2 min 32 s       |

### 6eétape
La sixième étape s'est déroulée le 26 mai.
| #   | Coureur            | Pays        |    | Temps           |
| --- | ------------------ | ----------- | -- | --------------- |
| 1.  | Mark Cavendish     | Royaume-Uni | en | 3 h 59 min 55 s |
| 2.  | Leonardo Duque     | Colombie    | +  | m.t.            |
| 3.  | Paolo Bossoni      | Italie      |    | m.t.            |
| 4.  | Matteo Carrara     | Italie      |    | m.t.            |
| 5.  | David de la Fuente | Espagne     |    | m.t.            |
| 6.  | Jorge Ferrío       | Espagne     |    | m.t.            |
| 7.  | Maxim Iglinskiy    | Kazakhstan  |    | m.t.            |
| 8.  | Mirko Celestino    | Italie      |    | m.t.            |
| 9.  | Allan Davis        | Australie   |    | m.t.            |
| 10. | Pieter Mertens     | Belgique    |    | m.t.            |

| #   | Coureur           | Pays      |   | Temps            |
| --- | ----------------- | --------- | - | ---------------- |
| 1.  | Vladimir Karpets  | Russie    |   | 19 h 34 min 50 s |
| 2.  | Michael Rogers    | Australie | + | 40 s             |
| 3.  | Denis Menchov     | Russie    |   | 44 s             |
| 4.  | Christophe Moreau | France    |   | 1 min 34 s       |
| 5.  | Óscar Sevilla     | Espagne   |   | m.t.             |
| 6.  | Francisco Mancebo | Espagne   |   | 1 min 49 s       |
| 7.  | John Gadret       | France    |   | 2 min 19 s       |
| 8.  | Janez Brajkovič   | Slovénie  |   | 2 min 28 s       |
| 9.  | Marcos Serrano    | Espagne   |   | 2 min 29 s       |
| 10. | Laurens ten Dam   | Pays-Bas  |   | 2 min 32 s       |

### 7eétape
La septième et dernière étape s'est déroulée le 27 mai.
| #   | Coureur              | Pays       |    | Temps           |
| --- | -------------------- | ---------- | -- | --------------- |
| 1.  | Samuel Sánchez       | Espagne    | en | 2 h 46 min 06 s |
| 2.  | Alexandre Vinokourov | Kazakhstan | +  | 5 s             |
| 3.  | Denis Menchov        | Russie     |    | 9 s             |
| 4.  | John Gadret          | France     |    | m.t.            |
| 5.  | David de la Fuente   | Espagne    |    | m.t.            |
| 6.  | Vladimir Karpets     | Russie     |    | m.t.            |
| 7.  | Michael Rogers       | Australie  |    | m.t.            |
| 8.  | Matteo Carrara       | Italie     |    | m.t.            |
| 9.  | Christophe Moreau    | France     |    | m.t.            |
| 10. | Óscar Sevilla        | Espagne    |    | m.t.            |

| #   | Coureur           | Pays      |    | Temps            |
| --- | ----------------- | --------- | -- | ---------------- |
| 1.  | Vladimir Karpets  | Russie    | en | 22 h 21 min 05 s |
| 2.  | Michael Rogers    | Australie | +  | 40 s             |
| 3.  | Denis Menchov     | Russie    |    | m.t.             |
| 4.  | Christophe Moreau | France    |    | 1 min 34 s       |
| 5.  | Óscar Sevilla     | Espagne   |    | m.t.             |
| 6.  | Francisco Mancebo | Espagne   |    | 1 min 59 s       |
| 7.  | John Gadret       | France    |    | 2 min 19 s       |
| 8.  | Marcos Serrano    | Espagne   |    | 2 min 39 s       |
| 9.  | Laurens ten Dam   | Pays-Bas  |    | 2 min 44 s       |
| 10. | Janez Brajkovič   | Slovénie  |    | 2 min 47 s       |

## Évolution des classements
| Étape (vainqueur)                   | Classement général | Classement de la montagne | Classement par points | Classement des sprints | Classement par équipes |
| ----------------------------------- | ------------------ | ------------------------- | --------------------- | ---------------------- | ---------------------- |
| 0Étape 1 (clm/é) (Caisse d'Épargne) | Vladimir Karpets   | pas attribué              | pas attribué          | pas attribué           | Caisse d'Épargne       |
| 0Étape 2 (Mark Cavendish)           | Imanol Erviti      | Francisco José Martinez   | Mark Cavendish        | Víctor Hugo Peña       | Caisse d'Épargne       |
| 0Étape 3 (Allan Davis)              | Imanol Erviti      | Francisco José Martinez   | Baden Cooke           | Víctor Hugo Peña       | Caisse d'Épargne       |
| 0Étape 4 (Óscar Sevilla)            | Óscar Sevilla      | Luis Pasamontes           | Baden Cooke           | Luis Pasamontes        | Relax-GAM              |
| 0Étape 5 (clm) (Denis Menchov)      | Vladimir Karpets   | Luis Pasamontes           | Denis Menchov         | Luis Pasamontes        | Relax-GAM              |
| 0Étape 6 (Mark Cavendish)           | Vladimir Karpets   | Luis Pasamontes           | Mark Cavendish        | Víctor Hugo Peña       | Relax-GAM              |
| 0Étape 7 (Samuel Sánchez)           | Vladimir Karpets   | Luis Pasamontes           | Denis Menchov         | Víctor Hugo Peña       | Relax-GAM              |
| 0Final                              | Vladimir Karpets   | Luis Pasamontes           | Denis Menchov         | Víctor Hugo Peña       | Relax-GAM              |